# Henry Lightfoot Boston
Henry Josiah Lightfoot Boston (Bonthe, 19 augustus 1898 – Londen, 11 januari 1969) was een koloniaal ambtenaar in Sierra Leone. Van 1962 tot 1967 vertegenwoordigde hij de Britse koningin als gouverneur-generaal van Sierra Leone (1961-1971).

## Loopbaan
Henry Lightfoot Boston studeerde aan de Fourah Bay College in Freetown. In 1920 trad hij in dienst van het koloniaal bestuursapparaat. Hij werkte onder andere voor het departement financiën. In 1922 ging hij naar Groot-Brittannië om rechten te studeren aan de Universiteit van Londen. In 1925 studeerde hij af en keerde naar Sierra Leone terug. Hij werkte er tot 1946 als advocaat.
In 1946 werd Lightfoot Boston politiemagistraat en tussen 1945 en 1957 trad hij meerdere malen op als rechter. Van 1957 tot 1962 was hij voorzitter van het Huis van Afgevaardigden (parlement). Op 27 april 1962 werd hij als opvolger van Maurice Henry Dorman gouverneur-generaal van Sierra Leone. Hij vertegenwoordigde in dat ambt koningin Elizabeth II van het Verenigd Koninkrijk, die ook vorstin was van Sierra Leone. In april 1967 werd hij door de Militaire Raad (aan de macht sinds 1966) van zijn functie ontheven. Hij vertrok daarop naar Groot-Brittannië.
Na een verandering in het regime in 1968 kon hij terugkeren naar Sierra Leone, maar door artsen werd hem gezien zijn slechte gezondheid geadviseerd om in Groot-Brittannië te blijven. Sir Henry Josiah  Lightfoot Boston overleed begin 1969 in Londen. Op 16 januari 1969 vond een uitvaartplechtigheid plaats in St. Martin-in-the-Fields, onder andere bijgewoond door minister-president Siaka Stevens van Sierra Leone.